# サフラ
サフラ（スペイン語: Zafra）は、スペイン・エストレマドゥーラ州バダホス県のムニシピオ（基礎自治体）。

## 歴史
カステリャール山脈の洞窟の中にピクトグラムが発見されていることから、先史時代から定住者がいたと推測されている。近郊のベレン礼拝堂では青銅器時代の砦が発見されている。また、ムーア様式、ゴシック様式、ルネサンス様式の各様式の建築物の宝庫とされる。
サフラ周辺地域では、伝説的なセゲダ（現在のサラゴサ）を思い出させる古代ローマの別荘が多くあり、これがサフラの町の元となった。
中世、サフラはセビーリャとバダホスの封土に二分される境に位置した。1030年、カステリャ山脈に防御的砦が築かれた。この砦は、1094年にムーア人の地理学者アブー・アブダッラー・アル＝バクリによってサイラ・アビ・ハッサン(Sajra Abi Hassan)と名付けられていた。アラブ人たちは町をサフラ(Safra)またはカフラ(Cafra)と名付け、これが現在のサフラの名称へと発展した。
レコンキスタ時代には1229年にいったんはレオン王アルフォンソ9世によって解放され、再びアラブ人に奪取されるものの、最終的にフェルナンド3世が占領した。
エンリケ3世がサフラをゴメス・スアレス・デ・フィゲロアへ授けたことで大きな変化が訪れた。ゴメスは王妃の侍従であり、サンティアゴ騎士団長の息子であった。ゴメスの子ロレンゾは、サフラを自分の封土フェリアの中心地とした。彼は防衛目的で城壁を築き、近隣の自治体、商人、旅行者を保護した。城壁の建設は1449年まで続いた。1437年、ロレンゾは市で象徴となる建物エル・アルカサルを自邸として建設するよう命じた。加えて、ロレンゾはサンティアゴ騎士団の病院を興し、クラリサス・デ・サンタ・マリア・デル・バーレ修道院を、一族の霊廟とするために創建した。1460年、エンリケ4世はサフラを県と同地位の地区とし、ロレンゾにアルコネラとラ・モレラの村を封土として授けた。
16世紀と17世紀、市は近代化された。例として、アルカサルがオーストリア風に改造され、新たな教会が完成した。この近代化全てが、5代目のフェリア伯ゴメス3世・スアレス・デ・フィゲロアが、フェリペ2世時代に国に貢献した褒美に1567年にフェリア公に格上げされた時代に行われた。
17世紀、フェリア公領はプリエーゴ侯領と統合された。18世紀には、プリエーゴ侯領はメディナセリ公領にまとめられた。
サフラは、周辺の農業地帯に対して、常に工業と商業の都市である。商業の基盤は祭りで、1395年以来続く聖フアン祭、1453年以来の聖ミゲル祭が行われている。

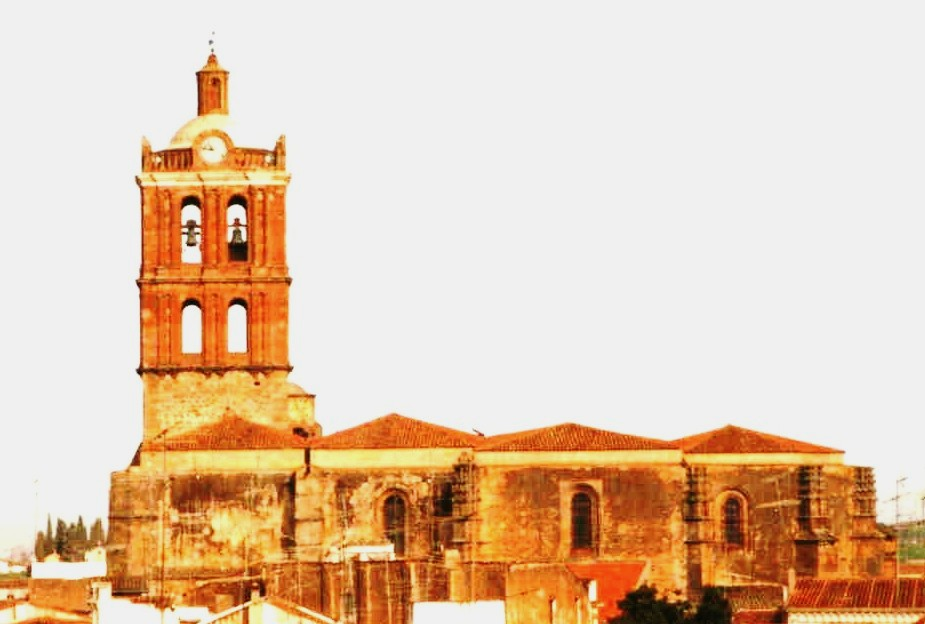
サンタ・マリア・デ・ラ・カンデラリア教会
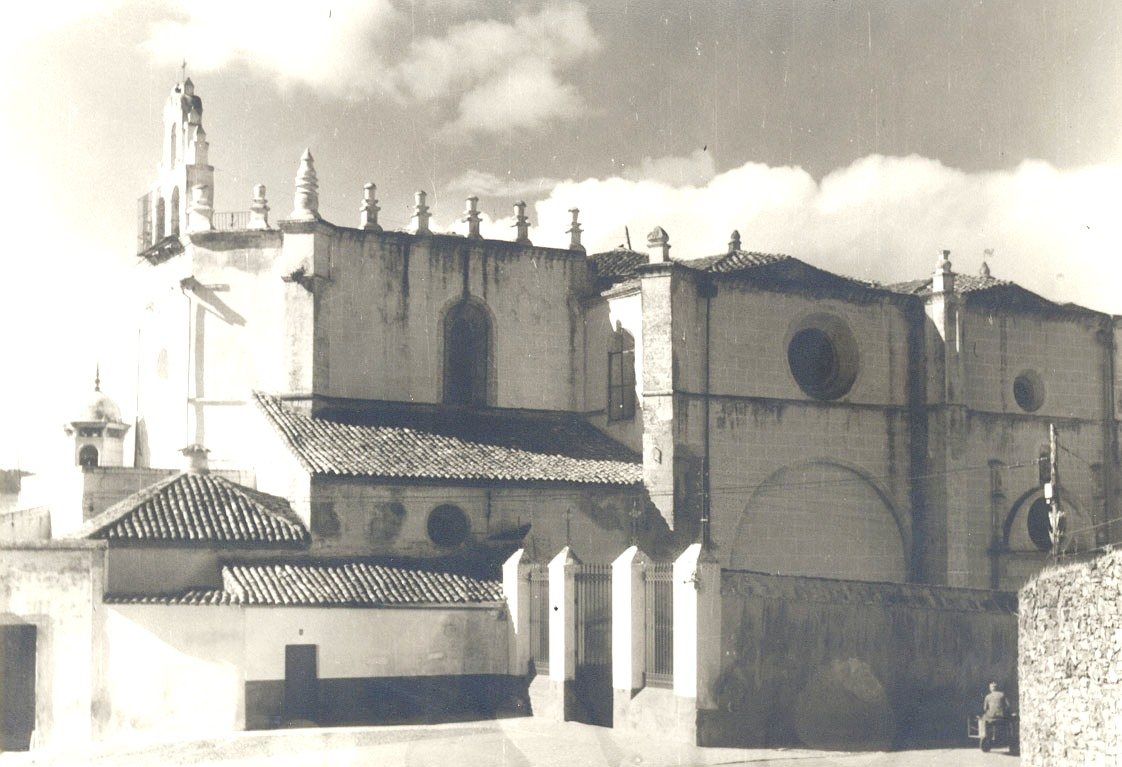
ロザリオ教会、1950年
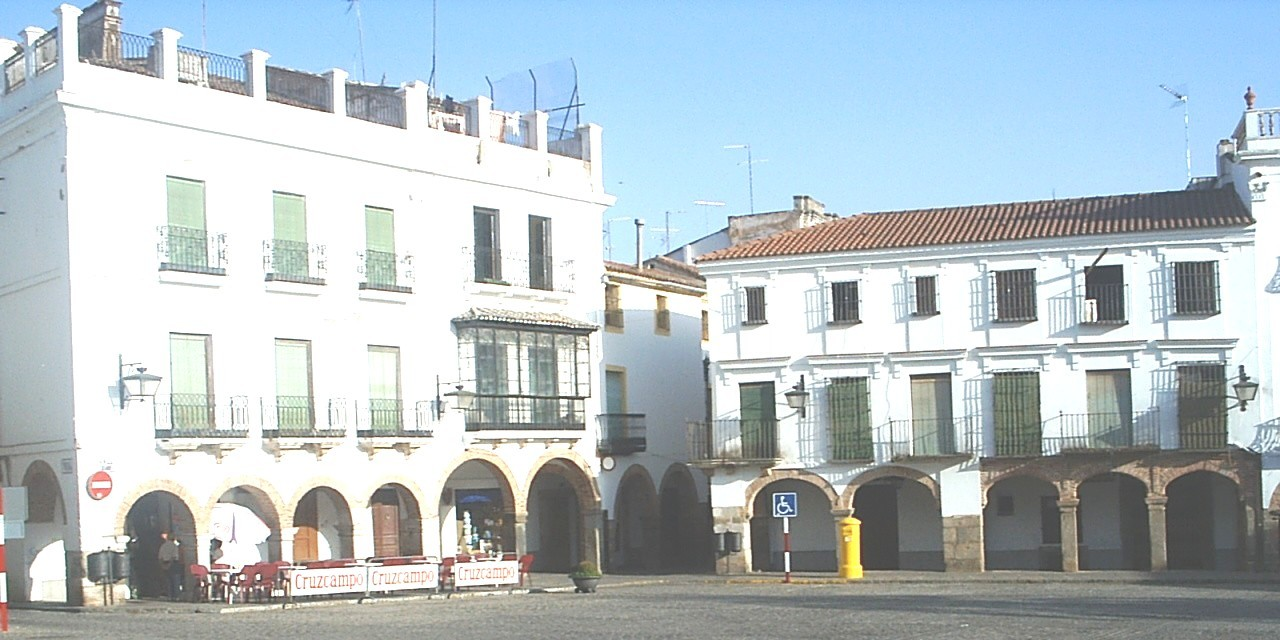
グランデ広場
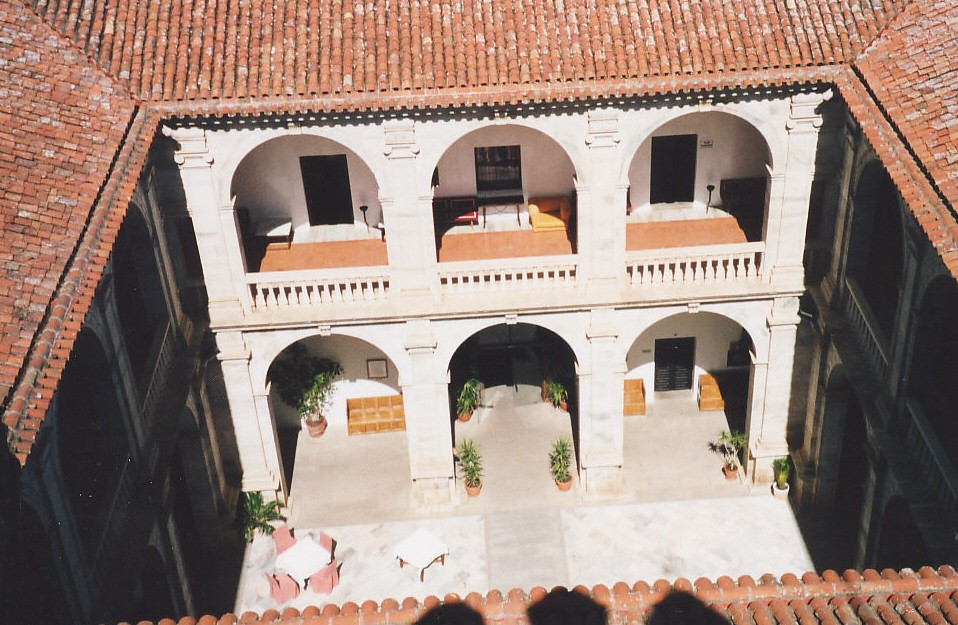
フェリア公爵邸の中庭

## 出身人物
- ルイ・ロペス・デ・セグラ : チェスプレーヤー。